# Maria Anna d'Asburgo-Lorena (arciduchessa 1804)
Maria Anna Francesca Teresa Giuseppa Medarda d'Asburgo-Lorena, arciduchessa d'Austria (Vienna, 8 giugno 1804 – Baden, 28 dicembre 1858), era figlia dell'imperatore Francesco II (dal 1806 Francesco I d'Austria) e di Maria Teresa di Borbone-Napoli.

## Biografia

### Infanzia
Maria Anna nacque l'8 giugno 1804 al palazzo imperiale di Hofburg a Vienna . Era la decima figlia nata dai suoi genitori. Sua madre, Maria Teresa, morì dopo aver dato alla luce la sua unica sorella minore Amalia Teresa, che morì lo stesso anno della madre nel 1807.
Dopo aver vissuto nel castello di Schönbrunn, fu trasferita nel 1835 al castello di Hetzendorf,  dove trascorse il resto della sua vita e dove morì il 28 dicembre 1858. 

### Vita successiva e morte
Nella sua vita fu spesso malata; non si sposò mai e morì nel castello di Hetzendorf all'età di cinquantaquattro anni. È sepolta nella Cripta Imperiale degli Asburgo, a Vienna.

## Ascendenza
|                                  |                     |                                        | Genitori                                      |  |  | Nonni |  |  | Bisnonni              |  |  | Trisnonni          |  |
|                                  |                     |                                        |                                               |  |  |       |  |  | Francesco I di Lorena |  |  | Leopoldo di Lorena |  |
|                                  |                     |                                        |                                               |  |  |       |  |  | Francesco I di Lorena |  |  | Leopoldo di Lorena |  |
|                                  |                     | Elisabetta Carlotta di Borbone-Orléans |                                               |  |  |       |  |  | Francesco I di Lorena |  |  |                    |  |
| Leopoldo II d'Asburgo-Lorena     |                     |                                        |                                               |  |  |       |  |  | Francesco I di Lorena |  |  |                    |  |
|                                  |                     | Maria Teresa d'Austria                 | Carlo VI d'Asburgo                            |  |  |       |  |  |                       |  |  |                    |  |
|                                  |                     | Maria Teresa d'Austria                 | Carlo VI d'Asburgo                            |  |  |       |  |  |                       |  |  |                    |  |
|                                  |                     | Maria Teresa d'Austria                 | Elisabetta Cristina di Brunswick-Wolfenbüttel |  |  |       |  |  |                       |  |  |                    |  |
| Francesco II d'Asburgo-Lorena    |                     | Maria Teresa d'Austria                 |                                               |  |  |       |  |  |                       |  |  |                    |  |
|                                  |                     | Carlo III di Spagna                    | Filippo V di Spagna                           |  |  |       |  |  |                       |  |  |                    |  |
|                                  |                     | Carlo III di Spagna                    | Filippo V di Spagna                           |  |  |       |  |  |                       |  |  |                    |  |
|                                  |                     | Carlo III di Spagna                    | Elisabetta Farnese                            |  |  |       |  |  |                       |  |  |                    |  |
| Maria Ludovica di Borbone-Spagna |                     | Carlo III di Spagna                    |                                               |  |  |       |  |  |                       |  |  |                    |  |
|                                  |                     | Maria Amalia di Sassonia               | Augusto III di Polonia                        |  |  |       |  |  |                       |  |  |                    |  |
|                                  |                     | Maria Amalia di Sassonia               | Augusto III di Polonia                        |  |  |       |  |  |                       |  |  |                    |  |
|                                  |                     | Maria Amalia di Sassonia               | Maria Giuseppa d'Austria                      |  |  |       |  |  |                       |  |  |                    |  |
| Maria Anna d'Asburgo-Lorena      |                     | Maria Amalia di Sassonia               |                                               |  |  |       |  |  |                       |  |  |                    |  |
|                                  | Carlo III di Spagna | Filippo V di Spagna                    |                                               |  |  |       |  |  |                       |  |  |                    |  |
|                                  | Carlo III di Spagna | Filippo V di Spagna                    |                                               |  |  |       |  |  |                       |  |  |                    |  |
|                                  | Carlo III di Spagna | Elisabetta Farnese                     |                                               |  |  |       |  |  |                       |  |  |                    |  |
| Ferdinando I delle Due Sicilie   | Carlo III di Spagna |                                        |                                               |  |  |       |  |  |                       |  |  |                    |  |
|                                  |                     | Maria Amalia di Sassonia               | Augusto III di Polonia                        |  |  |       |  |  |                       |  |  |                    |  |
|                                  |                     | Maria Amalia di Sassonia               | Augusto III di Polonia                        |  |  |       |  |  |                       |  |  |                    |  |
|                                  |                     | Maria Amalia di Sassonia               | Maria Giuseppa d'Austria                      |  |  |       |  |  |                       |  |  |                    |  |
| Maria Teresa di Borbone-Napoli   |                     | Maria Amalia di Sassonia               |                                               |  |  |       |  |  |                       |  |  |                    |  |
|                                  |                     | Francesco I di Lorena                  | Leopoldo di Lorena                            |  |  |       |  |  |                       |  |  |                    |  |
|                                  |                     | Francesco I di Lorena                  | Leopoldo di Lorena                            |  |  |       |  |  |                       |  |  |                    |  |
|                                  |                     | Francesco I di Lorena                  | Elisabetta Carlotta di Borbone-Orléans        |  |  |       |  |  |                       |  |  |                    |  |
| Maria Carolina d'Asburgo-Lorena  |                     | Francesco I di Lorena                  |                                               |  |  |       |  |  |                       |  |  |                    |  |
|                                  |                     | Maria Teresa d'Austria                 | Carlo VI d'Asburgo                            |  |  |       |  |  |                       |  |  |                    |  |
|                                  |                     | Maria Teresa d'Austria                 | Carlo VI d'Asburgo                            |  |  |       |  |  |                       |  |  |                    |  |
|                                  |                     | Maria Teresa d'Austria                 | Elisabetta Cristina di Brunswick-Wolfenbüttel |  |  |       |  |  |                       |  |  |                    |  |
|                                  |                     | Maria Teresa d'Austria                 |                                               |  |  |       |  |  |                       |  |  |                    |  |